# Peerdsbos
Peerdsbos är en skog i Belgien.   Den ligger i provinsen Antwerpen och regionen Flandern, i den centrala delen av landet, 50 km norr om huvudstaden Bryssel.
I omgivningarna runt Peerdsbos växer i huvudsak blandskog. Runt Peerdsbos är det tätbefolkat, med 570 invånare per kvadratkilometer.